# 지윤남
지윤남 (池尹南, 1976년 11월 20일 ~ )은 조선민주주의인민공화국의 전직 축구 선수로 과거 포지션은 수비수였다.

## 선수 시절
2010년 FIFA 월드컵에 출전하여 월드컵 최다 우승국인 브라질과의 G조 조별리그 첫 경기에서 0-2로 끌려가던 후반 44분경 북한의 대회 첫 골을 터뜨리면서 북한의 월드컵 본선 통산 6번째 골의 주인공이 되었으며 브라질전 이후 인민복근이라는 별명으로도 불리기도 했다.

## 플레이 스타일
주로 왼쪽 풀백을 담당했으며 수비적인 풀백보다는 공격적인 역할을 부여받는 윙백을 선호했다.
또한 강한 체력과 힘을 바탕으로 한 공격 가담을 많이 하며 공·수 모두에 강한 면을 보였다.

## 득점
| # | 날짜            | 장소                          | 상대   | 득점 | 결과 | 대회                                  |
| - | --------------- | ----------------------------- | ------ | ---- | ---- | ------------------------------------- |
| 1 | 2008년 2월 23일 | 중국 충칭                     | 중국   | 1–3  | 패   | 2008년 동아시아 축구 선수권 대회      |
| 2 | 2009년 8월 27일 | 대만 타이베이                 | 대만   | 2-1  | 승   | 2010년 동아시아 축구 선수권 대회 예선 |
| 3 | 2010년 6월 15일 | 남아프리카공화국 요하네스버그 | 브라질 | 1–2  | 패   | 2010 FIFA 월드컵                      |

## 경력
- 2008년 동아시아 축구 선수권 대회 국가대표
- 2010년 FIFA 월드컵 국가대표
- 2011년 AFC 아시안컵 국가대표